# I Don't Wanna Grow Up
I Don't Wanna Grow Up é o extended play (EP) de estreia da artista musical norte-americana Bebe Rexha. O EP foi lançado em 12 de maio de 2015 através da Warner Bros. Records.

## Antecedentes
Depois de aparecer no álbum Globalization, de Pitbull, fazer parceria com Pete Wentz, como parte do duo musical Black Cards e escrever e executar o refrão de "Hey Mama", de David Guetta, Rexha começou a trabalhar em 2014 em seu primeiro single "I Can't Stop Drinking About You".
Em dezembro do mesmo ano, a cantora divulgou uma demo de "Cry Wolf", sob o boato de ser seu próximo single. Quatro dias mais tarde, no entanto, "I'm Gonna Show You Crazy" foi revelado como o próximo single. A música foi finalmente lançada uma semana após a sua divulgação, em 19 de dezembro.

## Singles
"I Can't Stop Drinking About You" foi lançada em 29 de abril de 2014, servindo como o primeiro single do material. Seu respectivo vídeo musical foi lançado em 12 de agosto. Em 23 de dezembro de 2014, Rexha libera "I'm Gonna Show You Crazy" como segundo single oficial e a faixa promocional "Gone", esta última não inclusa no EP.
Três dias antes do lançamento de I Don't Wanna Grow Up, é divulgado para sites especializados a faixa promocional "Pray".

## Recepção da crítica
Em sua semana de lançamento, o EP foi nomeado um ArtistDirect EP da semana, com Rick Florino descrevendo o material como "diversão descaradamente ainda que nitidamente emocional" com tudo sendo um "delicado equilíbrio de honestidade hipnótica e sinceramente atraente, separando-a da embalagem". Com relação à música "Pray", seu alcance vocal é retratado como "francamente impressionante como ela bate execuções crescentes e notas altas, transportando esses tipos de linhas habilmente confessionais".
Robbie Daw do Idolator afirma que a canção "Pray" "mostra, talvez, um lado mais emocional de Bebe do que já tinhamos ouvido em seus últimos singles".

## Turnê
Em apoio ao EP, Rexha realizou uma turnê pela Europa, além de cantar como parte das atrações da Warped Tour.

## Alinhamento de faixas
| Edição padrão  |                                   |                                                                                  |                                |         |  |
| N.º            | Título                            | Compositor(es)                                                                   | Produtor(es)                   | Duração |  |
| 1.             | "I Don't Wanna Grow Up"           | Bebe Rexha Nolan Lambroza Nasri Atweh                                            | Sir Nolan The Messengers       | 4:08    |  |
| 2.             | "Sweet Beginnings"                | Rexha Jason Evigan                                                               | Evigan                         | 3:50    |  |
| 3.             | "I'm Gonna Show You Crazy"        | Rexha Jon Levine Lauren Christy                                                  | Levine                         | 3:27    |  |
| 4.             | "Pray"                            | Rexha Stefan Johnson Jordan Johnson Marcus Lomax Alexander Izquierdo Sam Watters | The Monsters and the Strangerz | 3:47    |  |
| 5.             | "I Can't Stop Drinking About You" | Rexha S. Johnson J. Johnson Lomax                                                | The Monsters and the Strangerz | 3:46    |  |
| Duração total: | Duração total:                    | Duração total:                                                                   | Duração total:                 | 18:50   |  |

## Histórico de lançamento
| País           | Data               | Formato          | Gravadora    | Ref.   |
| -------------- | ------------------ | ---------------- | ------------ | ------ |
| Estados Unidos | 12 de maio de 2015 | Download digital | Warner Bros. | [ 1 ]  |
| Austrália      | 12 de maio de 2015 | Download digital | Warner Bros. | [ 15 ] |